# 美作落合駅
美作落合駅（みまさかおちあいえき）は、岡山県真庭市西原にある、西日本旅客鉄道（JR西日本）姫新線の駅である。

## 歴史
- 1924年（大正13年）5月1日：鉄道省作備線（現・姫新線）美作追分駅 - 久世駅間開通時に開設[1]。
- 1929年（昭和4年）4月14日：作備西線開通に伴い、作備線が作備東線に改称、当駅もその所属となる[2]。
- 1930年（昭和5年）12月11日：津山駅 - 当駅 - 新見駅間全通に伴い[3]、作備東線が作備線の一部となり、当駅もその所属となる[4]。
- 1936年（昭和11年）10月10日：作備線が姫新線の一部となり、当駅もその所属となる[5]。
- 1973年（昭和48年）3月12日：貨物取扱廃止[1]。
- 1985年（昭和60年）3月14日：荷物扱い廃止[1]。
- 1986年（昭和61年）11月1日：簡易委託駅化[6]。
- 1987年（昭和62年）4月1日：国鉄分割民営化に伴い、JR西日本の駅となる[1]。

## 駅構造

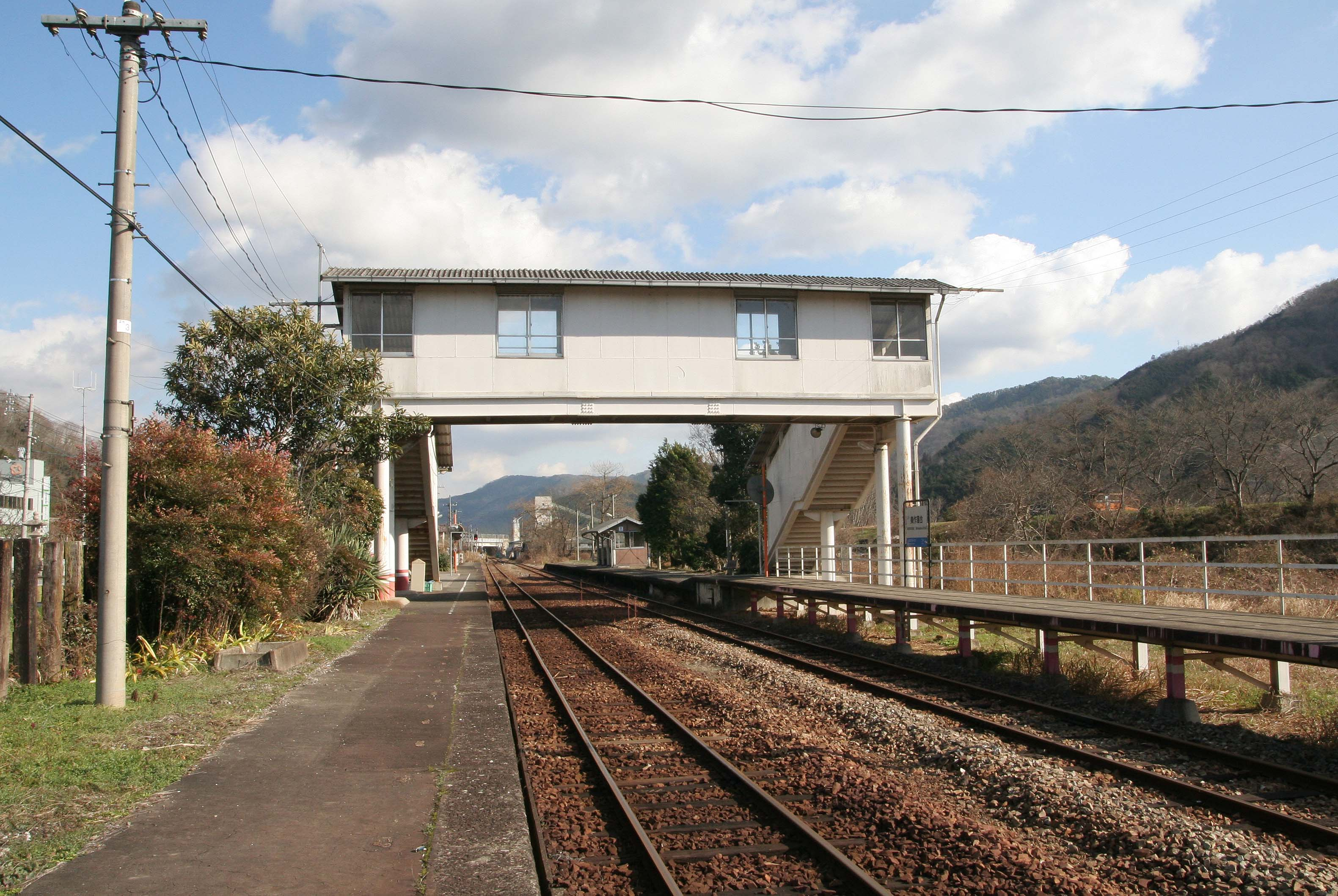
構内（2008年1月）

相対式ホーム2面2線を有する列車交換可能な地上駅。元は2面3線を有する構造であった。津山方面行ホーム側に駅舎があり、両ホームは跨線橋で連絡している。
2005年（平成17年）5月築の駅舎がある。反対側のホームには待合所が設置されている。2005年（平成17年）5月には、中国電力の中国グリーン電力基金からの助成金（公共用対象）で太陽光発電装置が取付けられている。
津山駅管理の簡易委託駅。窓口で乗車券を販売している。

### のりば
| のりば | 路線   | 方向 | 行先               |
| ------ | ------ | ---- | ------------------ |
| 1      | 姫新線 | 上り | 津山・佐用方面     |
| 2      | 姫新線 | 下り | 中国勝山・新見方面 |

- 本項ではJR西日本公式サイトの全域路線図[7]に従い路線記号・ラインカラーを表記しているが、実際の駅構内の主だった旅客案内には、2016年3月ダイヤ改正段階では反映されていない。
- 以前はのりば番号が設定されていなかったが、2008年（平成20年）10月現在はのりば番号プレートがある。

## 利用状況
近年の1日平均乗車人員の推移は以下の通り。
| 乗車人員推移     | 乗車人員推移 |
| 年度             | 1日平均人数  |
| ---------------- | ------------ |
| 1999（平成11年） | 233          |
| 2000（平成12年） | 238          |
| 2001（平成13年） | 251          |
| 2002（平成14年） | 246          |
| 2003（平成15年） | 250          |
| 2004（平成16年） | 275          |
| 2005（平成17年） | 293          |
| 2006（平成18年） | 282          |
| 2007（平成19年） | 272          |
| 2008（平成20年） | 244          |
| 2009（平成21年） | 241          |
| 2010（平成22年） | 228          |
| 2011（平成23年） | 252          |
| 2012（平成24年） | 258          |
| 2013（平成25年） | 260          |
| 2014（平成26年） | 223          |
| 2015（平成27年） | 245          |
| 2016（平成28年） | 233          |
| 2017（平成29年） | 229          |
| 2018（平成30年） | 208          |
| 2019（令和元年） | 221          |
| 2020（令和02年） | 223          |
| 2021（令和03年） | 217          |

## 駅周辺

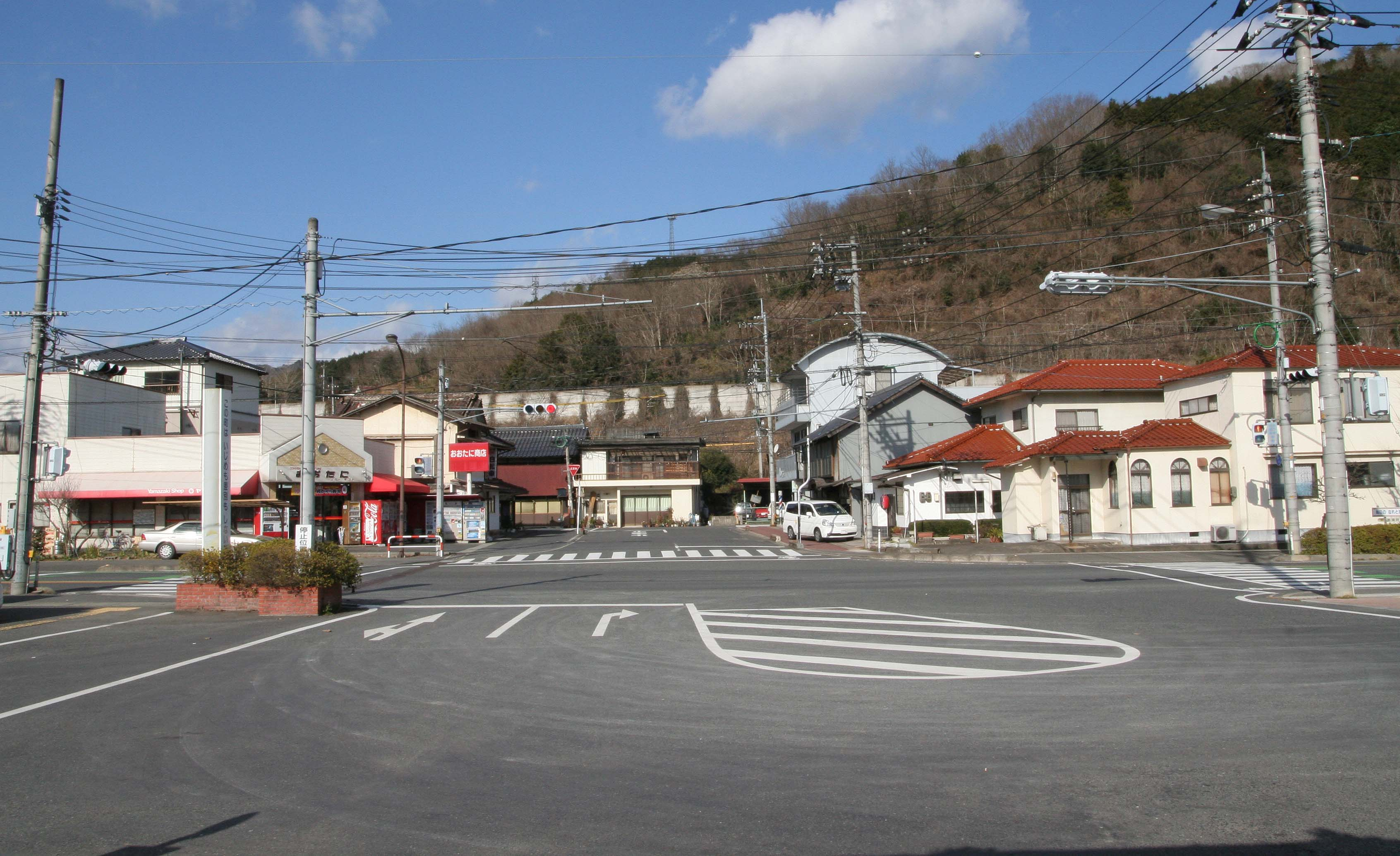
駅周辺（2008年1月）

駅前から真庭市コミュニティバス「まにわくん」が連絡する。姫新線は当駅前後で、谷間に沿い大きく屈曲する。駅名である落合地区市街地（落合垂水）は旭川の対岸にある。

また、毎年7月に開催される落合納涼花火大会の最寄駅でもある。
- 真庭市役所落合支局（旧・落合町役場）
- 落合郵便局
- 岡山県立真庭高等学校落合校地
- 真庭市立落合小学校
- プラムタウン真庭
- 総合病院落合病院
- 金田病院
- 旭川
- 中国自動車道落合インターチェンジ
- 国道313号
- 岡山県道30号落合建部線
- 岡山県道204号美作落合停車場線
- 岡山県道411号垂水追分線

## 隣の駅
西日本旅客鉄道（JR西日本）
 姫新線
■快速
坪井駅 - 美作落合駅 - 久世駅
■普通
美作追分駅 - 美作落合駅 - 古見駅